# Jean Bénetière
Pas d'image ? Cliquez ici

a Compétitions nationales et continentales officielles uniquement.

b Matchs officiels uniquement.
Jean Bénetière, né le 2 octobre 1928 au Coteau et mort le 7 juillet 2006 à Roanne, est un ancien joueur français de rugby à XV évoluant au poste de talonneur.

## Biographie
Il joue à la fin des années 1940- début années 1950 au S.C. Tarare, aux côtés d'Henri Tatarzinski.
Jean Bénetière a joué avec l'équipe de France, le Racing club de France et l'AS Roanne au poste de talonneur (1,73 m pour 83 kg). International junior et espoir, il accède à l'Equipe de France B peu avant la consécration avec deux sélections en Equipe A. Il est, à ce jour, le rugbmen le plus "capé" de l'histoire de l'AS Roanne. 

## Carrière de joueur

### En club
- SC Tarare
- RC France
- AS Roanne

### En équipe nationale
Il a disputé son premier test match le 25 avril 1954 contre l'équipe d'Italie et le dernier contre l'équipe d'Argentine, le 29 septembre 1954.

## Palmarès

### En club
- Finaliste du Championnat de France 1949-50

### En équipe nationale
- Sélections en équipe nationale : 2
- Vainqueur de la Coupe d'Europe FIRA de rugby à XV 1954